# Trédaniel
Trédaniel är en kommun i departementet Côtes-d'Armor i regionen Bretagne i nordvästra Frankrike. Kommunen ligger i kantonen Moncontour som tillhör arrondissementet Saint-Brieuc. År 2022 hade Trédaniel 896 invånare.

## Befolkningsutveckling
Antalet invånare i kommunen Trédaniel
Referens:INSEE